# Beracha Ve Shalom
Beracha Ve Shalom ("Zegen en Vrede") (ook Beraha Ve Salom) is een voormalige joodse synagoge in Suriname in de Jodensavanne. In 1682 schonk Samuel Nassy geld en grond voor de bouw van de synagoge, die in 1685 werd ingewijd. 
De synagoge was de eerste architectonische stenen synagoge van de Nieuwe Wereld. Naast synagoge diende het gebouw ook als school, rechtsgebouw en vergaderruimte. Het gebouw werd tot 1865 gebruikt. In 1873 stortte het dak in en werd het gebouw overwoekerd. Het is nog als ruïne aanwezig. In de jaren '90 van de twintigste eeuw werd de overwoekering verwijderd en werden ernaast 450 graven gevonden.

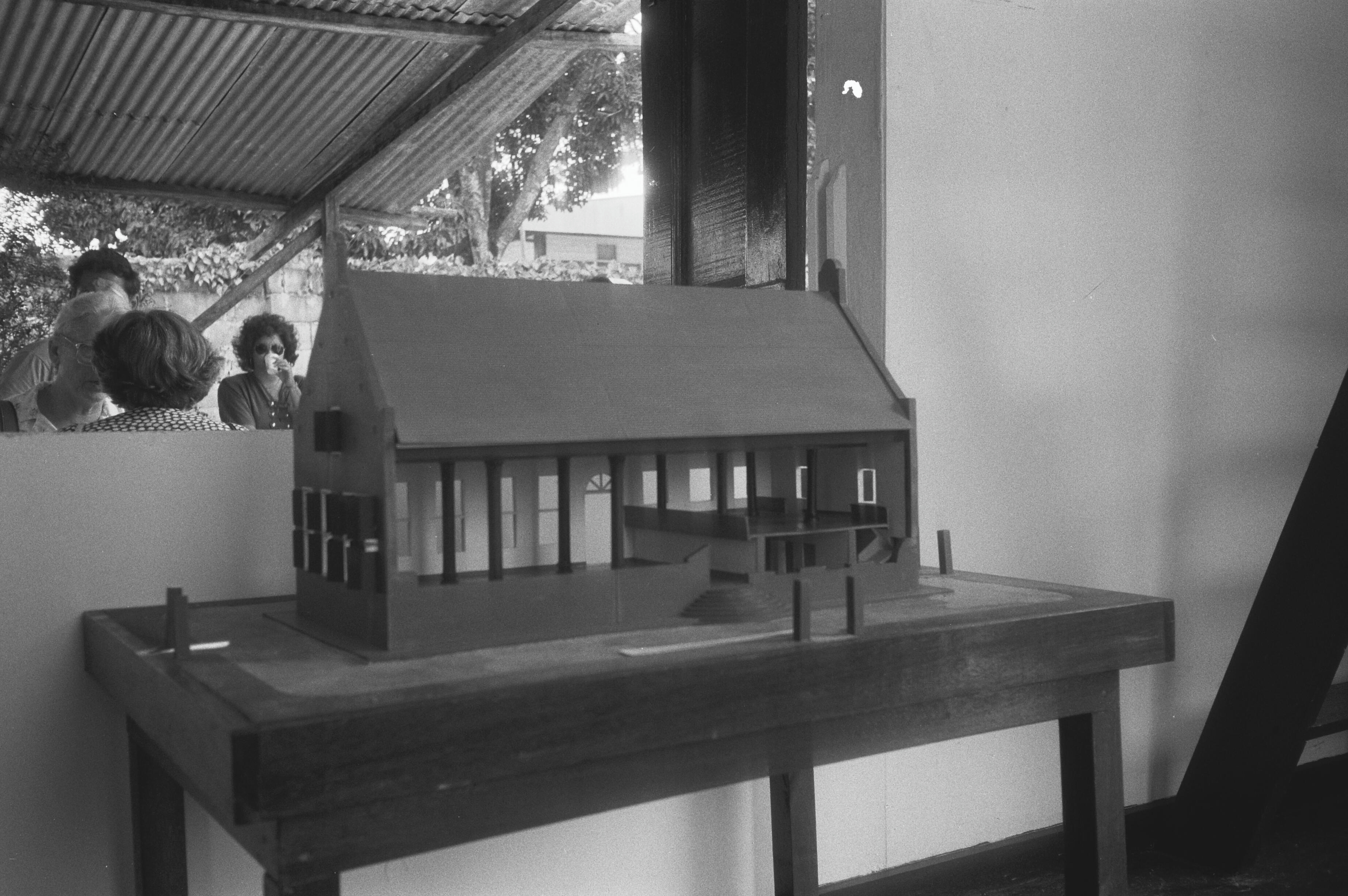
Maquette van de synagoge
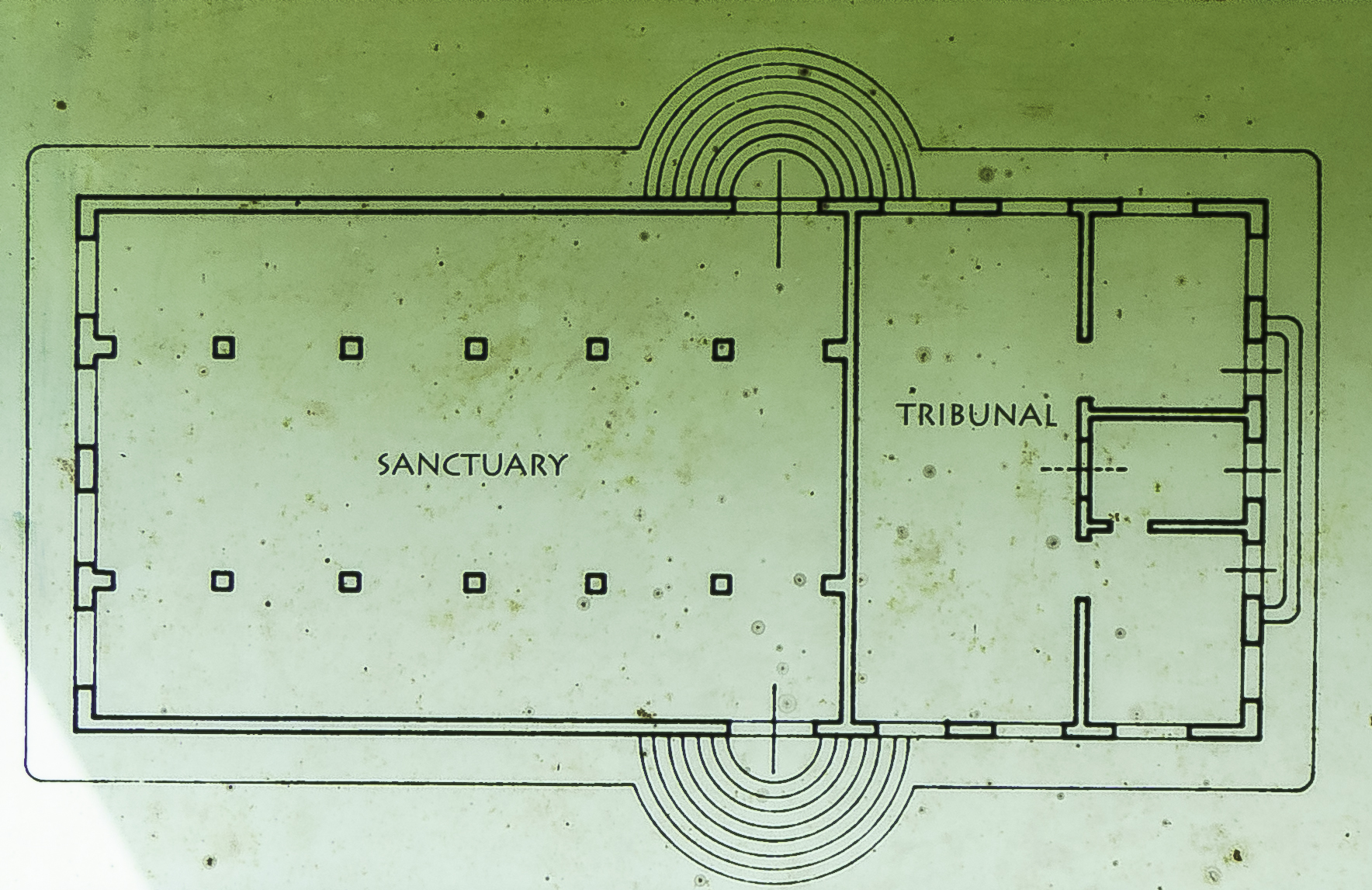
Plattegrond
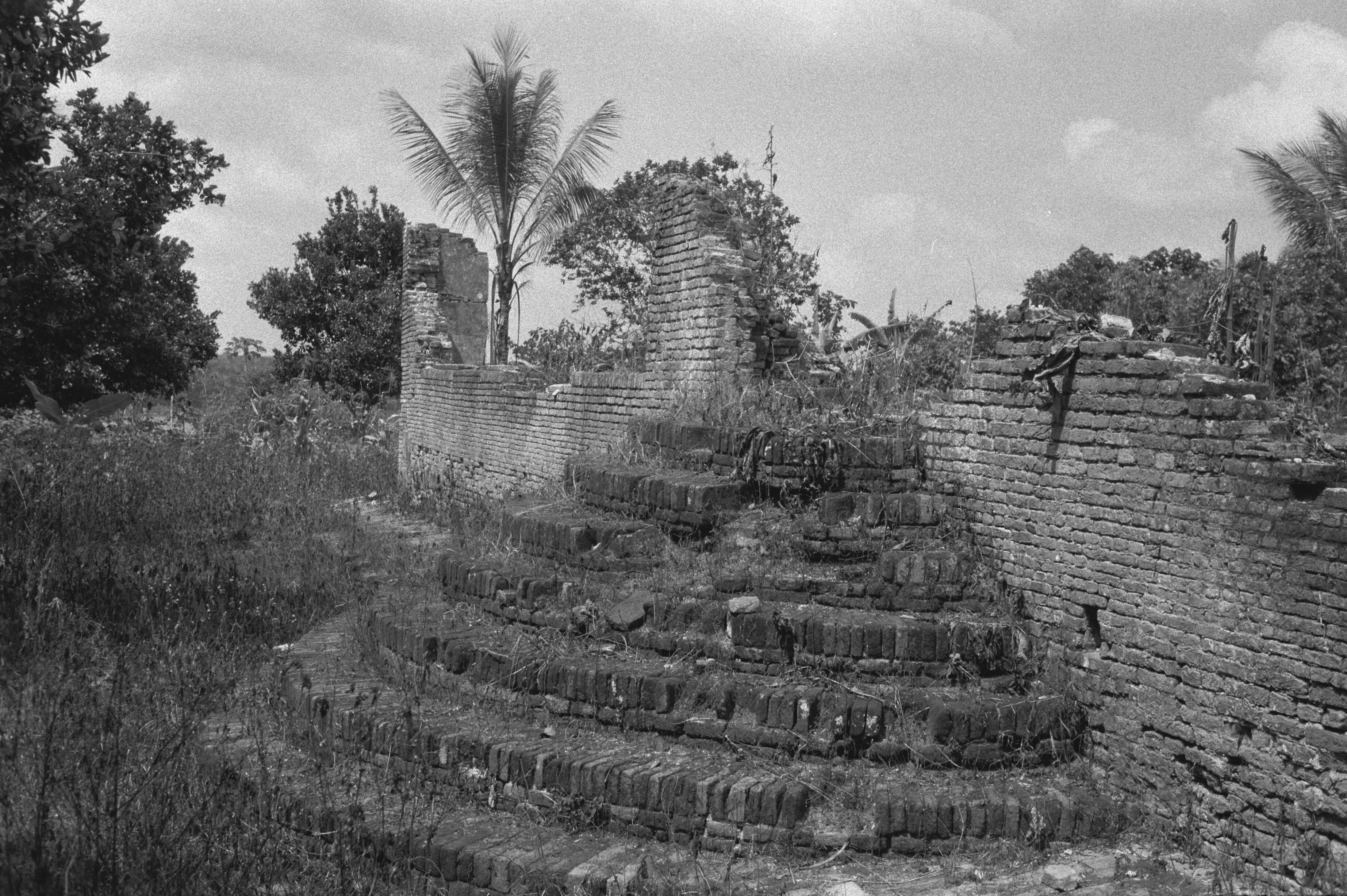
Ruïne synagoge (1968), gevel met toegangstrap zuidzijde
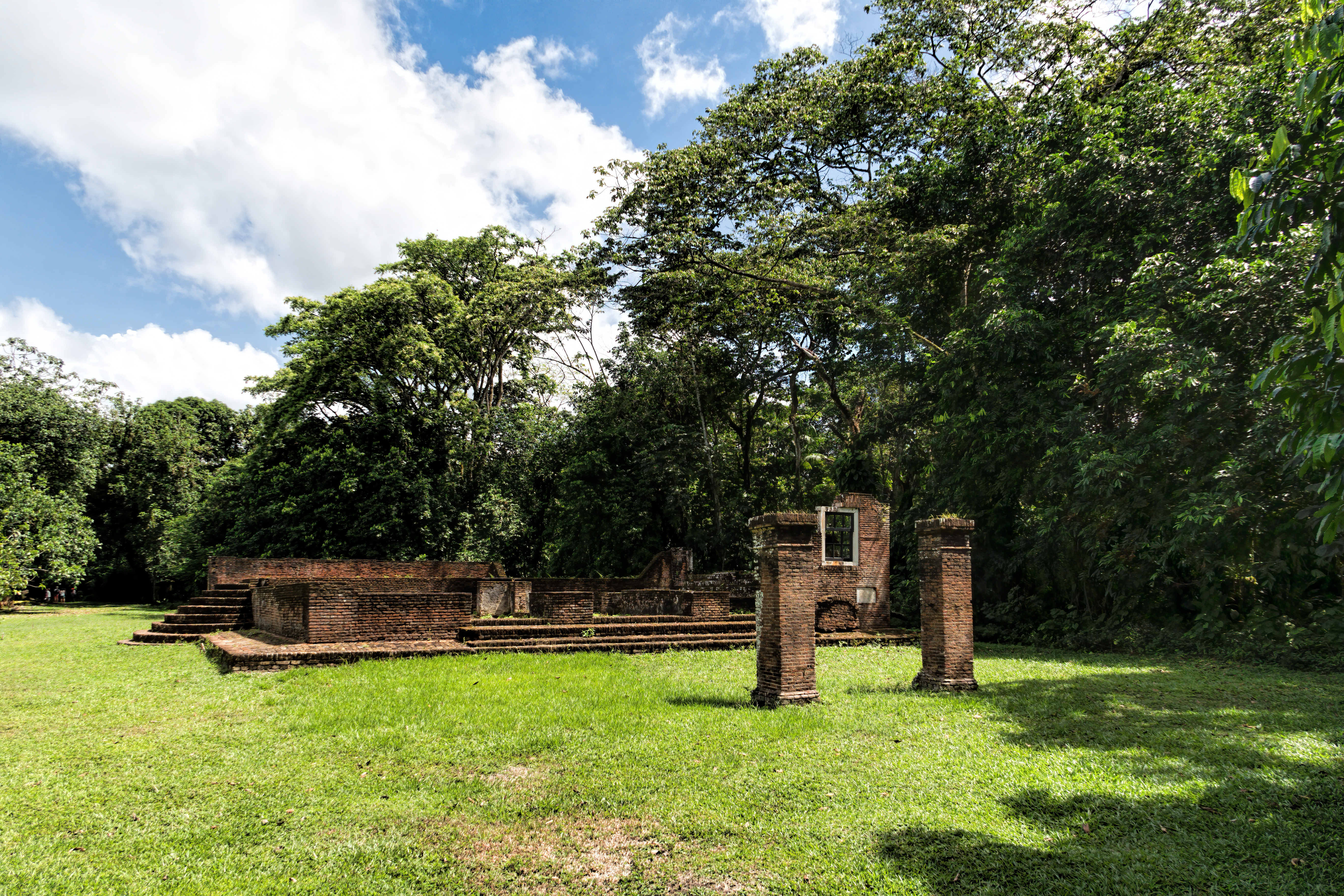
Ruïne synagoge (2019)
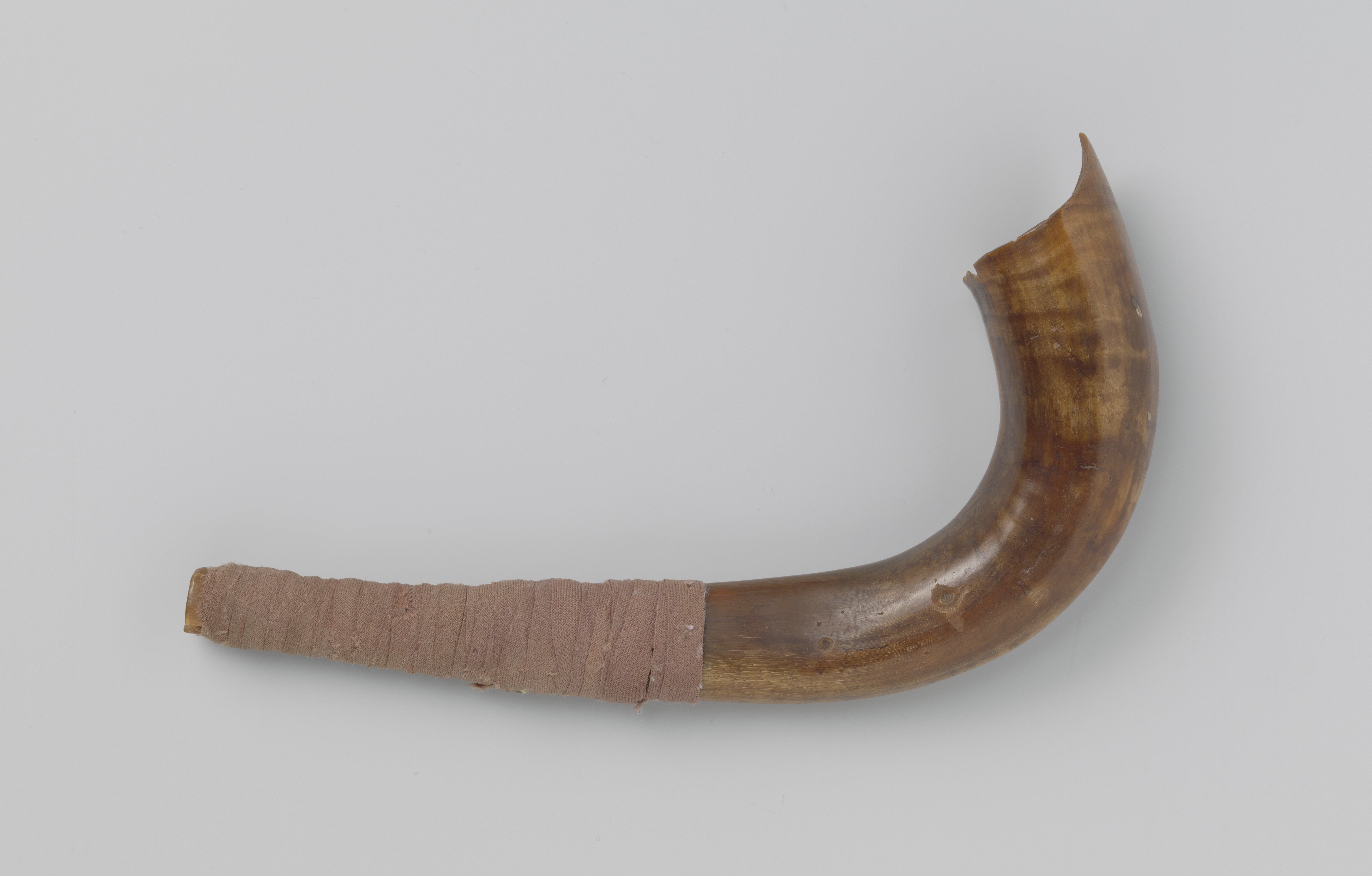
Sjofar uit 1750-1800, in gebruik bij de synagoge, collectie Rijksmuseum Amsterdam